# Andrew Davis
Andrew Davis (Chicago, 21 de novembro de 1946) é um diretor, roteirista, diretor de fotografia e produtor de cinema norte-americano, diretor de filmes de ação como Above the Law, Under Siege, The Fugitive, Chain Reaction, A Perfect Murder e Collateral Damage.

## Filmografia
| Ano  | Título                 | Título em Português                                  |
| ---- | ---------------------- | ---------------------------------------------------- |
| 1978 | Stony Island           |                                                      |
| 1983 | The Final Terror       |                                                      |
| 1985 | Code of Silence        | br.: O Código do Silêncio / pt.: Código de Silêncio  |
| 1988 | Above the Law          | br.: Nico: Acima da Lei / pt.: Nico: À Margem da Lei |
| 1989 | The Package            | br.: Entrega Mortal                                  |
| 1992 | Under Siege            | br.: A Força em Alerta / pt.: Força em Alerta        |
| 1993 | The Fugitive (1993)    | br/pt.: O Fugitivo                                   |
| 1995 | Steal Big Steal Little | br.: Disputa em Família                              |
| 1996 | Chain Reaction         | br.: Reação em Cadeia / pt.: Perseguição Diabólica   |
| 1998 | A Perfect Murder       | br.: Um Crime Perfeito / pt.: Um Homicídio Perfeito  |
| 2002 | Collateral Damage      | br.: Efeito Colateral / pt.: Danos Colaterais        |
| 2003 | Holes                  |                                                      |
| 2006 | The Guardian           | br.: Anjos da Vida - Mais Bravos que o Mar           |